# ブラックニンジャソード
ブラックニンジャソード (Black ninja sword) とは、忍刀を洋風にアレンジした刃物の一種である。

## 概要
本来は刀剣コレクター向けにアメリカで製造されたもので、日本では輸入されて専門店で販売されていた。現在は輸入、所持とも禁止となっており、無許可で所持した場合は銃刀法違反にあたる。
全長40-90cm程度、刃渡り20-70cm程度のバリエーションが確認されている。「闇夜で戦う忍者」をイメージしたものと思われるつや消しの黒色の仕上げとなっており、鞘は強化プラスチック製。日本刀特有の「反り」はつけられておらず、柄は刀身にロープを巻いたものとなっている。

## 社会への影響
- アメリカのユナイテッドカトラリー社が生産していた。また、類似品が台湾のカンタス社で生産が行われていた。
- 当初は合法品だったが、山形一家3人殺傷事件で凶器として使用されたため、刀剣と認定され所持は違法となった。[1][リンク切れ]｡
- 陸上自衛隊隊員が所持していた件で逮捕されるなど、全国で所持者が逮捕、書類送検・没収などの処分を受けた。
- 京都府京都市の業者が販売目的で所有していたとして摘発され、この業者は「鉈の一種であるから、そのように扱って合法的に輸入した」と主張。さらに、高知県高知市の輸入雑貨販売会社がブラックニンジャソードを輸入し、所持・販売していたことで女社長と取締役の夫の2人が銃刀法違反の疑いで逮捕され、裁判となった。雑貨店側は「通関が適法と判断したので問題ないはずである。通関の通過が適法性の指標で無いなら円滑かつ合法的な商業活動が行えない」「刃物は形態ではなく、用途ではないのか」と主張したが、検察側は「雑貨店側は通関させ易くするために書類の輸入品目を不当に記述した形跡がある」「鋼製の刃物であり、殺傷力がある」と主張した。京都地裁は高知市内の雑貨店の裁判で「通関の通過は物品の合法性の証明とならない」として雑貨店側の有罪を認めた[2][リンク切れ]。
- これらの件は、「合法的に輸入され、堂々と市販されているものを購入してコレクション・装飾品目的で保有しても犯罪となるのは問題ではないか」「包丁も殺傷能力はある。それも違法か」として論議を呼んだ。